# Ammoconia millegrana
Ammoconia millegrana är en fjärilsart som beskrevs av Eugen Johann Christoph Esper 1786. Ammoconia millegrana ingår i släktet Ammoconia och familjen nattflyn. Inga underarter finns listade i Catalogue of Life.